# Жваб
Жваб (словен. Žvab) је насељено место у општини Ормож, Подравска регија, Словенија.

## Историја
До територијалне реорганизације у Словенији био је у саставу старе општине Ормож.

## Становништво
У попису становништва из 2011. године, Жваб је имао 89 становника.
| Број становника према пописима | Број становника према пописима | Број становника према пописима |
| ------------------------------ | ------------------------------ | ------------------------------ |
| 1991                           | 2002                           | 2011                           |
| 93                             | 92                             | 89                             |